# Stine Brun Kjeldaas
Stine Brun Kjeldaas (23 aprile 1975) è un'ex snowboarder norvegese.

## Palmarès

### Giochi olimpici
- Argento a Nagano 1998 nell'halfpipe.